# 帕苏斯-马亚
帕苏斯-马亚是巴西圣卡塔琳娜州的一个市镇。总面积614.432平方公里，总人口4472人，人口密度7.3人/平方公里。